# Jonas Persson (handbollsspelare)
Bo Jonas Fredrik "JP" Persson, född 17 mars 1969 i Lund, är en svensk tidigare handbollsspelare (vänsternia).

## Klubblagskarriär
Jonas Persson började spela handboll i Lugi HF och debuterade i A-laget 1986. Han var klubben trogen till 1998. Totalt spelade han 298 matcher för Lugi och gjorde 1 159 mål för klubben, tredje mest i klubbens historia tills Niklas Gudmundsson överträffade det.
I slutet av karriären bytte Jonas Persson till H43 Lund, som han hjälpte till att föra upp i elitserien 2000. Han spelade fyra säsonger för H43 Lund innan han slutade 2002. Han avslutade karriären för Stavstens IF i lägre division (allsvenskan). Efter karriären har han varit ungdomstränare i H43.
Jonas är säsongen 22/23 assisterande tränare i Farmen, vilket är Lugi HF:s andralag. 

## Landslagskarriär
Jonas Persson spelade i de svenska ungdomslandslagen 1987-1989 sammanlagt 51 landskamper. Han spelade för seniorlandslaget 1988–1992, totalt 40 landskamper, och var med i truppen som tog sensationellt VM-guld 1990 i Prag. Persson fick inte spela i finalen och spelade bara en match i VM mot Ungern, som Sverige vann med 25-20. Jonas Persson blev ändå världsmästare 1990.

## Privatliv
Efter handbollskarriären arbetar Jonas Persson som polis. Hans son Isak Persson är också handbollsspelare.